# Relationisme
Relationisme betegner inden for sociologien den ontologiske antagelse, at social handling kun kan forstås ved at medtage de relationelle kontekster, handlingen finder sted i. Ifølge den amerikanske sociolog Mustafa Emirbayer bliver betydning af social interaktion tillagt på baggrund af de skiftende funktionelle roller, handlingerne spiller i interaktionen.:287  Handlingerne struktureres af de relationelle dynamikker, men de involverede mennesker må selv konstruere betydningen af dem.:222  Det relationelle perspektiv er således underordnet det mere generelle konstruktivistiske paradigme i socialvidenskaben.
Implikationerne for sociologiske analyser, der tager udgangspunkt i relationismen, er mange, da perspektivet grundlæggende et brud med meget af de eksisterende antagelser.:838  Modsat eksempelvis de antagelser, man gør sig i den metodologiske individualisme, mener man ikke, at vi kan antage, at mennesker har en kerne eller essens, som de handler ud fra. Dette kerne-baserede udgangspunkt kalder Emirbayer for substantialistisk.:835 :282-283 Eksempelvis kritiserer den relationelle sociologi Max Weber for hans rationalitetsbegreb: Hvis den betydning et menneske lægger i sine handlinger afhænger af de konkrete relationer til andre mennesker i konkrete situationer, giver det ikke mening, som Weber gør, at mene, at rationalet eller betydning opstår på baggrund af noget særligt iboende i et givent menneske.:836 